# Olavi Eränkö
Eino Olavi Eränkö (till 1935 Enroos), född 12 april 1924 i Helsingfors, död där 11 november 1984, var en finländsk läkare.
Eränkö blev medicine och kirurgie doktor 1952 och utnämndes 1956 till professor i anatomi vid Helsingfors universitet. Från 1964 tjänstgjorde han där som prefekt för anatomiska institutionen.
Han var en internationellt ansedd histolog som utvecklade histokemiska metoder, speciellt för att lokalisera hormoner som förekommer i binjurarna och nervsystemet, såsom adrenalin, noradrenalin och neurotransmittorer. År 1973 erhöll han Matti Äyräpää-priset.